# Ptireus
Ptireus ist eine Gottheit der ägyptischen Mythologie. Die ursprünglich aus Nubien stammende komposite Falken-Krokodils-Gottheit ist eine Erscheinung der letzten Phase der altägyptischen Kultur, als das Christentum in Ägypten immer dominierender wurde.
An der Hinwendung der letzten Anhänger der ägyptisch-nubischen Religion zu Ptireus zeigt sich ihr Bedürfnis für ein göttliches Wesen, das möglichst viele göttliche Mächte in sich vereint.

## Darstellung
Darstellungen des Ptireus aus dem 5. Jahrhundert nach Christus finden sich insbesondere südlich des Tiberius-Durchganges im Philae-Tempel. Sie zeigen ein Wesen, das einen Falkenkopf auf einem Krokodilskörper hat und dessen Schwanz aus einer aufgerichteten Uräusschlange gebildet wird. Den Kopf krönt ein Kuhgehörn mit Sonnenscheibe, wie es von Hathor getragen wird. Aus dem Rücken wächst eine Lotosblüte, in Händen hält Ptireus einen Palmzweig.